# Brañosera
Brañosera – gmina w Hiszpanii, w prowincji Palencia, w Kastylii i León, o powierzchni 61,92 km². W 2011 roku gmina liczyła 233 mieszkańców.